# Hr-Sinfonieorchester
Le hr-Sinfonieorchester est un orchestre symphonique allemand fondé en 1929, anciennement appelé Orchestre symphonique de la Radio de Francfort. Également connu internationalement sous le nom de Frankfurt Radio Symphony, c'est l'orchestre de la radio de Hesse (Hessischer Rundfunk).

## Historique
L'Orchestre est fondé en 1929.
Basé à Francfort, l'ensemble porte au cours de son histoire les noms de Frankfurter Rundfunk-Symphonie-Orchester, jusqu'en 1950, puis Sinfonie-Orchester des Hessischen Rundfunks jusqu'en 1971, et Radio-Sinfonie-Orchester Frankfurt.
La formation dépend de la Hessischer Rundfunk, la radio du Land de Hesse, à l'origine de nombreuses commandes. De ce fait, la musique contemporaine occupe une large place au sein des programmes de l'orchestre.
Avec l'arrivée d'Eliahu Inbal à la tête de l'ensemble, le répertoire de l'orchestre s'élargit aux œuvres de Bruckner et Mahler, puis la musique de la période classique et la musique américaine se développent avec Hugh Wolff, enfin les musiques nordiques avec Paavo Järvi.
En 2019, le chef d'orchestre Alain Altinoglu est nommé à la tête du hr-Sinfonieorchester à compter de la saison 2021-2022. En 2023, son contrat est prolongé jusqu’à la saison 2027-2028.

## Chefs permanents
Comme chefs permanents de l'orchestre se sont succédé :
- Hans Rosbaud (1929-1937) ;
- Otto Frickhoeffer (en) (1937-1945) ;
- Kurt Schröder (1946-1953) ;
- Otto Matzerath (de) (1955-1961) ;
- Dean Dixon (1961-1974) ;
- Eliahu Inbal (1974-1990) ;
- Dmitri Kitaïenko (1990-1997) ;
- Hugh Wolff (1997-2006) ;
- Paavo Järvi (2006-2013) ;
- Andrés Orozco-Estrada (2014-2021) ;
- Alain Altinoglu (depuis 2021[2]).

## Commandes
Le hr-Sinfonieorchester est à l'origine de nombreuses commandes d’œuvres, auprès de Conrad Beck (Concertino pour clarinette, basson et orchestre, 1954), Boris Blacher (Abstrakte Oper no 1, 1953), Lorenzo Ferrero (Arioso, 1977), Wolfgang Fortner (Der Wald, 1953), Karl Amadeus Hartmann (Gesangsszene pour baryton et orchestre, 1964), Hans Werner Henze (Cinq Chants napolitains, 1956), Volker David Kirchner (Concerto pour hautbois, 1998), Giselher Klebe (Concerto pour violon, violoncelle et orchestre, 1954 ; Cantate, 1960), Helmut Lachenmann (Air, musique pour grand orchestre, 1969), Marcel Mihalovici (Le Retour, 1954), Luigi Nono (Diario polacco 1958, 1959), Henri Pousseur (Réponse pour sept musiciens, 1960), Steve Reich (Octuor, 1979), Hermann Reutter (Die Brücke von San Louis Rey, 1954), Dieter Schnebel (Schubert-Phantasie, 1979 ; Schumann-Moment, 1989 ; Verdi-Moment, 1989), Erkki-Sven Tüür (Concerto pour piano, 2006 ; Symphonie no 7, 2009), Wladimir Vogel (Spiegelungen für Orchester, 1953), Jörg Widmann (Antiphon, 2008), Isang Yun (Concerto pour violon no 1, 1982), Hans Zender (Schachspiel, 1970) et Bernd Alois Zimmermann (Présence, 1961), notamment.

## Créations
Le hr-Sinfonieorchester est le créateur de plusieurs œuvres, de Béla Bartók (Concerto pour piano no 2, 1933), Xavier Benguerel (Concerto pour percussion, 1977), Boris Blacher (Studie im Pianissimo, 1954), Niccolò Castiglioni (A Solemn Music II, 1966), Friedrich Cerha (Tagebuch, 2014), Rodion Chtchedrine (Parabole concertante pour violoncelle, 2001), Denis Cohen (Les Neuf Cercles d'Alighieri, 1994), Claude Debussy (La Chute de la maison Usher, 1977), Andreï Echpaï (Concerto pour violoncelle, 1977), Morton Feldman (Violin and Orchestra, 1984), Jean Françaix (Concerto pour contrebasse, 1974), Paul Hindemith (Drei Orchesterlieder, op. 9, 1974), Klaus Huber (Kontrafaktur nach Perotin, 1973 ; Turnus 73/74, 1974), Charles Koechlin (Offrande musicale sur le nom de Bach, 1973), Darius Milhaud (Concerto pour alto no 1, 1930), Detlev Müller-Siemens (en) (Symphonie no 1, 1981), Carl Orff (Carmina Burana, 1937), Hermann Reutter (Concerto pour piano, 1929), Dieter Schnebel (Re-Visionen, 1989), Arnold Schoenberg (Musique d'accompagnement pour un spectacle de cinéma, 1930 ; Quatre Lieder, op. 22, 1932), Franz Schubert (Six Danses allemandes orchestrées par Anton Webern, 1932), Kazimierz Serocki (Concerto alla cadenza per flauto a becco e orchestra, 1975), Richard Strauss (Kampf und Sieg, 1930), Erkki-Sven Tüür (Concerto pour violon, 1999), Erich Urbanner (Multiphonie, 1999) et Isang Yun (Symphonische Szene, 1961), notamment.